# یواس‌اس ال‌اس‌تی-۵۵۰
یواس‌اس ال‌اس‌تی-۵۵۰ (به انگلیسی: USS LST-550) یک کشتی است که طول آن ۳۲۸ فوت (۱۰۰ متر) می‌باشد. این کشتی در سال ۱۹۴۴ ساخته شد.